# Mamert Stankiewicz
Mamert Aleksander Stankiewicz (ur. 22 stycznia 1889 w Mitawie (obecnie Jełgawa), zm. 26 listopada 1939) – kapitan żeglugi wielkiej Polskiej Marynarki Handlowej, komandor podporucznik Marynarki Wojennej II RP, dowódca statków „Lwów”, „Polonia” oraz „Piłsudski”, znany jako Znaczy Kapitan, także jako bohater powieści Karola Olgierda Borchardta Znaczy Kapitan.

## Życiorys
Urodził się w Mitawie, w rodzinie polskiej szlachty pochodzącej z województwa wileńskiego; jego ojciec był oficerem armii rosyjskiej, służącym w Mitawie i tam osiadłym. Był drugim z rodzeństwa – miał trzech braci, w tym również marynarzy Jana i Romana oraz Aleksandra (sapera), oraz dwie siostry (Halinę i Irenę) . W 1903 roku Mamert Stankiewicz wstąpił do Morskiego Korpusu Kadetów w Petersburgu. Po jego ukończeniu i rejsie szkolnym na krążowniku „Aurora” na Morze Śródziemne i Czarne, w 1910 otrzymał pierwszy stopień oficerski miczmana . Służył następnie w rosyjskiej marynarce wojennej, we Flocie Bałtyckiej. Służył początkowo w Lipawie, kolejno na kontrtorpedowcach „Bojewoj”, „Stierieguszczij” i kanonierce „Grozjaszczij” . W tym czasie ukończył wyższy oficerski kurs nawigacji i ożenił się z Heleną Jankowską . Mieli trzy córki: Zofię (1913–1923), Annę (1919–2020, primo voto Tomaszewska, walczyła w powstaniu warszawskim w zgrupowaniu AK „Gustaw”), Irena (primo voto Małecka, walczyła w powstaniu warszawskim w zgrupowaniu AK „Baszta”) (1923–1999). Później rozstał się z Heleną i ożenił jeszcze dwukrotnie, najpierw z p. Bobińską, a następnie z Janiną Prokopiak (1908–1984), z którą miał syna Mamerta (ur. 1939).
Tuż przed I wojną światową i na jej początku służył ponownie na kontrtorpedowcach „Stierieguszczij” i „Turkmieniec Stawropolskij”, jako oficer nawigacyjny okrętu flagowego dywizjonu (oficer flagowy) . W 1915 roku okręty te działały w Zatoce Ryskiej, głównie patrolując. Mamert Stankiewicz brał też wtedy udział w operacjach minowania Zatoki. Został następnie młodszym, po czym starszym oficerem nawigacyjnym okrętu flagowego dywizjonu krążowników – krążownika pancernego „Ruryk”, którym był do wiosny 1917 roku . W maju 1917 został oficerem nawigacyjnym sztabu dywizjonu obejmującego wszystkie siły morskie w Zatoce Ryskiej. W sierpniu 1917 dowodził stawiaczem min. Po wybuchu rewolucji październikowej wyjechał do Stanów Zjednoczonych. W latach 1918–1919 był urzędnikiem Konsulatu Rosyjskiego w Pittsburghu w USA. Delegowany następnie na Syberię do flotylli rzecznej. Aresztowany przez Czeka, przebywał w więzieniu w Irkucku, a następnie, do połowy maja 1921, w obozie w Krasnojarsku.
Od czerwca 1921 w Polsce, zweryfikowany w stopniu komandora podporucznika ze starszeństwem od 1 czerwca 1919 roku i przydzielony do Szkoły Morskiej w Tczewie jako kierownik Wydziału Nawigacyjnego. Jednocześnie wykładał astronomię i nawigację w Oficerskiej Szkole Marynarki Wojennej w Toruniu. Tłumaczył na język polski z angielskiego i rosyjskiego książki i podręczniki nawigacyjne. W 1923 uczestniczył w rejsie do Brazylii na pokładzie należącego do Szkoły Morskiej żaglowca „Lwów”, a w latach 1924–1926 dowodził „Lwowem” jako komendant, następnie podjął pracę na statkach handlowych i jako pilot w Urzędzie Morskim w Gdyni.
W 1927 r. został kapitanem pierwszego statku zakupionego dla Polskiej Marynarki Handlowej, SS „Wilno” i wprowadził go do portu w Gdyni: było to pierwsze wejście do Gdyni statku handlowego pod polską banderą. Nazwa „Wilno” została zresztą zaproponowana przez Mamerta Stankiewicza. Od tego czasu powierzano mu najbardziej prestiżowe dowództwa. Gdy w 1931 powstały Gdynia–Ameryka Linie Żeglugowe SA, Mamert Stankiewicz przeszedł do niego i dowodził kolejno transatlantykami „Pułaski”, a następnie największym wówczas „Polonia”. Dozorował budowę nowego flagowego transatlantyku MS „Piłsudski” i został jego kapitanem. Dowodził nim w czasie dziewiczej podróży, wskutek poważnej choroby zszedł ze statku, ale po wyleczeniu objął ponownie dowództwo.

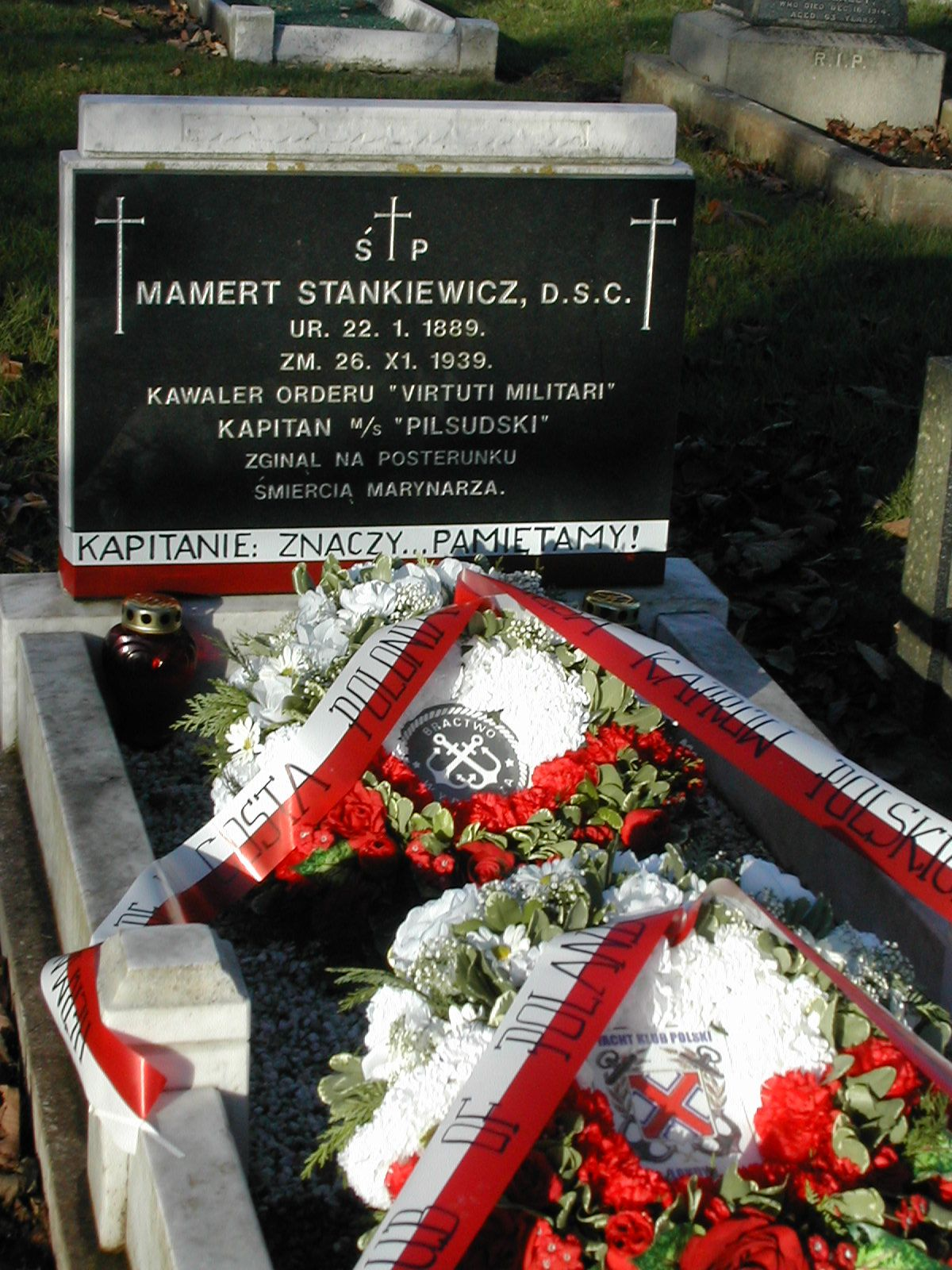
Grób kapitana Mamerta Stankiewicza w Hartlepool, 2005

W lipcu 1939 roku udał się na urlop do Zakopanego, a na MS „Piłsudski” zastąpił go brat, kpt. Jan Stankiewicz. 24 sierpnia został odwołany z urlopu i otrzymał rozkaz przeprowadzenia do Wielkiej Brytanii SS „Kościuszko”. Wypłynął z Gdyni 28 sierpnia i 2 września dopłynął do Dartmouth w Wielkiej Brytanii. 24 listopada objął dowództwo na „Piłsudskim” przemianowanym na transportowiec wojenny (ORP „Piłsudski”). 25 listopada ORP „Piłsudski” wyszedł w swój pierwszy wojenny rejs w konwoju do Nowej Zelandii. 26 listopada o 5:36 na transatlantyku doszło do dwóch wybuchów. Kapitan Stankiewicz pozostał na statku, aby upewnić się, czy opuściła go cała załoga. Opuścił okręt z dwójką ostatnich marynarzy (jeden ukrył się na pokładzie w szalupie i przeżył w niej katastrofę). Po półtorej godziny rozbitkowie zostali wyłowieni przez brytyjski niszczyciel HMS „Valorous”. Mamert Stankiewicz zmarł wskutek hipotermii i ataku serca na pokładzie tego okrętu. Ocalony wcześniej lekarz okrętowy Wacław Korabiewicz, nie mając odpowiednich leków nasercowych, nie zdołał odratować kapitana, którego zresztą z powodu niezwykle zmienionych rysów twarzy (kapitan osiwiał w kilka godzin) nie rozpoznał.
Został pochowany z asystą wojskową na cmentarzu West View Cemetery przy West View Road w Hartlepool niedaleko Middlesbrough, na wschodnim wybrzeżu Anglii (położenie grobu kpt. Mamerta Stankiewicza kwatera: PLOT 2 RCM na cmentarzu West View Cemetery w Hartlepool 54°42′26,543″N 1°14′01,410″W/54,707373 -1,233725). Dawniej grobem kpt. Mamerta Stankiewicza opiekowało się Stowarzyszenie Oficerów Polskiej Marynarki Handlowej w Londynie, obecnie opiekę przejął YKP w Londynie. Jego grób symboliczny znajduje się na Cmentarzu Wojskowym na Powązkach w Warszawie (kwatera B23-8-14).

## Ordery i odznaczenia
- Krzyż Srebrny Orderu Virtuti Militari (pośmiertnie)
- Złoty Krzyż Zasługi po raz pierwszy (10 sierpnia 1924)[13] - „kapitanowi Wielkiej Żeglugi, kierownikowi i oficerowi nawigacyjnemu statku szkolnego „Lwów", w uznaniu zasług, położonych przy tworzeniu polskiej marynarki handlowej”
- Złoty Krzyż Zasługi po raz drugi (5 grudnia 1938)[14] - „kapitanowi marynarki w Gdyni, za zasługi na polu pracy społecznej"
- Krzyż Wybitnej Służby (Wielka Brytania)

## Upamiętnienie

### Nawiązania w kulturze
- Mamert Stankiewicz napisał wspomnienia Z floty carskiej do polskiej (pierwotny tytuł nadany przez autora to Korsarz i Don Kichot). Ocalone w czasie wojny przez rodzinę kapitana, wydane zostały dopiero po 1989 roku z powodu przeszkód ze strony cenzury.
- Mamert Stankiewicz został opisany w poświęconej mu książce Karola Olgierda Borchardta Znaczy Kapitan.

### Inne
Jego imię nosił zwodowany 13 listopada 1962 statek MS „Kapitan M. Stankiewicz”.
Mamert Stankiewicz jest patronem:
- Szkoły Podstawowej nr 4 w Świnoujściu[16]
- Szkoły Podstawowej nr 2 w Gryfinie[17]
- Szkoły Podstawowej nr 19 w Gdańsku[18]
- 1 Harcerskiej Drużyny Wodnej z Bytomia[19]
- 6 Drużyny Harcerskiej „Siklawa” w Poznaniu[20]
- 217 Łódzkiej Wodnej Drużyny Harcerskiej "Lwów"[21]